# Szibéria déli hegyvidékei

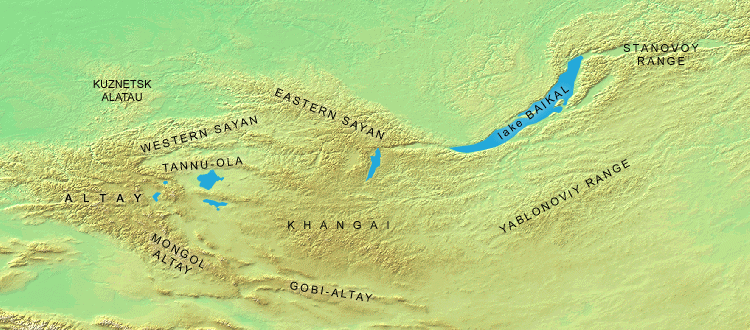
Szibéria déli hegyvidékei a Bajkál-tóval és Mongólia hegyvidékei.

Szibéria déli hegyvidékeit azon hegyvidékek, – azokon belül hegységek, fennsíkok, medencék – változatos sora alkotja, amely nyugaton a kazahsztáni Zajszan-tó medencéjétől (illetve az orosz-kazah határtól) Oroszországban mintegy 3000 km hosszan, keleten nagyjából a Maja és a Zeja völgyéig, illetve a Silka és az Arguny találkozásáig húzódik. Északon többnyire árkok, peremsüllyedékek határolják és választják el Szibéria óriástájaitól, délen az országhatár mesterségesen zárja le. Nem egységes, nem képez önálló óriástájat, hanem „csak nagytájtöredék, lényegében a Belső-ázsiai-hegytömeg északi pereme.”
A Szovjetunióban kiadott tankönyvek önálló hegyvidéki régióként (vagy óriástájként: gornaja sztrana) tárgyalják. A 2000-es évek elején megjelent hivatalos állami kiadvány, az Oroszország nemzeti atlasza természetföldrajzi szempontú felosztásában nincs ilyen nevű régió, hanem külön említ Altaj–Szaján, Bajkálmellék–Bajkálontúl és Dauria régiókat.

## Földrajzi jellemzői
Jelentős része az archaikumi (ősidei) bajkál hegységképződéskor, kisebb része a paleozoikumi (óidei) kaledóniai gyűrődéskor alakult ki, majd évmilliók során lepusztult. A harmad- és negyedidőszaki hegységképződések az alacsony lepusztult  hegységeket újból megemelték, így erősen tagolt, rendkívül változatos domborzat alakult ki. A 2500 m-t meghaladó magashegységek viszonylag kis területet foglalnak el (az Altajban, a Szajánokban, a Barguzini-hegységben); leginkább a nagy kiterjedésű középhegységek jellemzik (2000–2200 m magasságig). A hegyközi katlanok többsége 400–500 és 1200–1300 m magasságban fekszik.
Ennek a déli hegységkeretnek meghatározó szerepe van egész Szibéria vízrajzában, hiszen itt erednek az ázsiai országrész legnagyobb folyói: az Ob és az Irtis, a Jenyiszej és az Angara, a Léna és az Aldan is. Nagyrészt ezeken a hegységeken fut a fő vízválasztó a Jeges-tenger, a Csendes-óceán és Belső-Ázsia lefolyástalan területei között.
Földrajzi helyzete, az óceánoktól való nagy távolsága és Belső-Ázsia közelsége miatt éghajlata szélsőségesen kontinentális, nyugatról kelet felé egyre növekvő mértékben. A hőmérséklet alakulása és a csapadék eloszlása a domborzat jellegétől, a tengerszint feletti magasságtól és a lejtők fekvésétől függően nagyon változó. A tél hideg és – az Altaj és a Nyugati-Szaján kivételével – száraz, a hótakaró vékony. A nyár viszonylag meleg (a medencékben forró); a nyugati hegyvidékekre bőséges, keletebbre jóval kevesebb csapadék érkezik.
A hegységekben a növényzet jellemzője a hegyi tajga, a magas tetőkön a hegyi tundra. A viszonylag meleg nyár következtében az erdők felső határa néhol a 2300–2450 m-t is eléri, a sztyepp vagy az erdős-sztyepp pedig délen 1000–1500 m magasra is felkúszik.

## Felosztása
A földrajzi régiók kijelölésében, különösen a Bajkál-vidéki tájegységek határainak megállapításában az egyes kiadványok között eltérések vannak. Szibéria déli hegyvidékeinek természetföldrajzi szempontú felosztása az 1978-ban megjelent kiadványok alapján:
1. Az Altaj–Szaján csoport
- Altaj

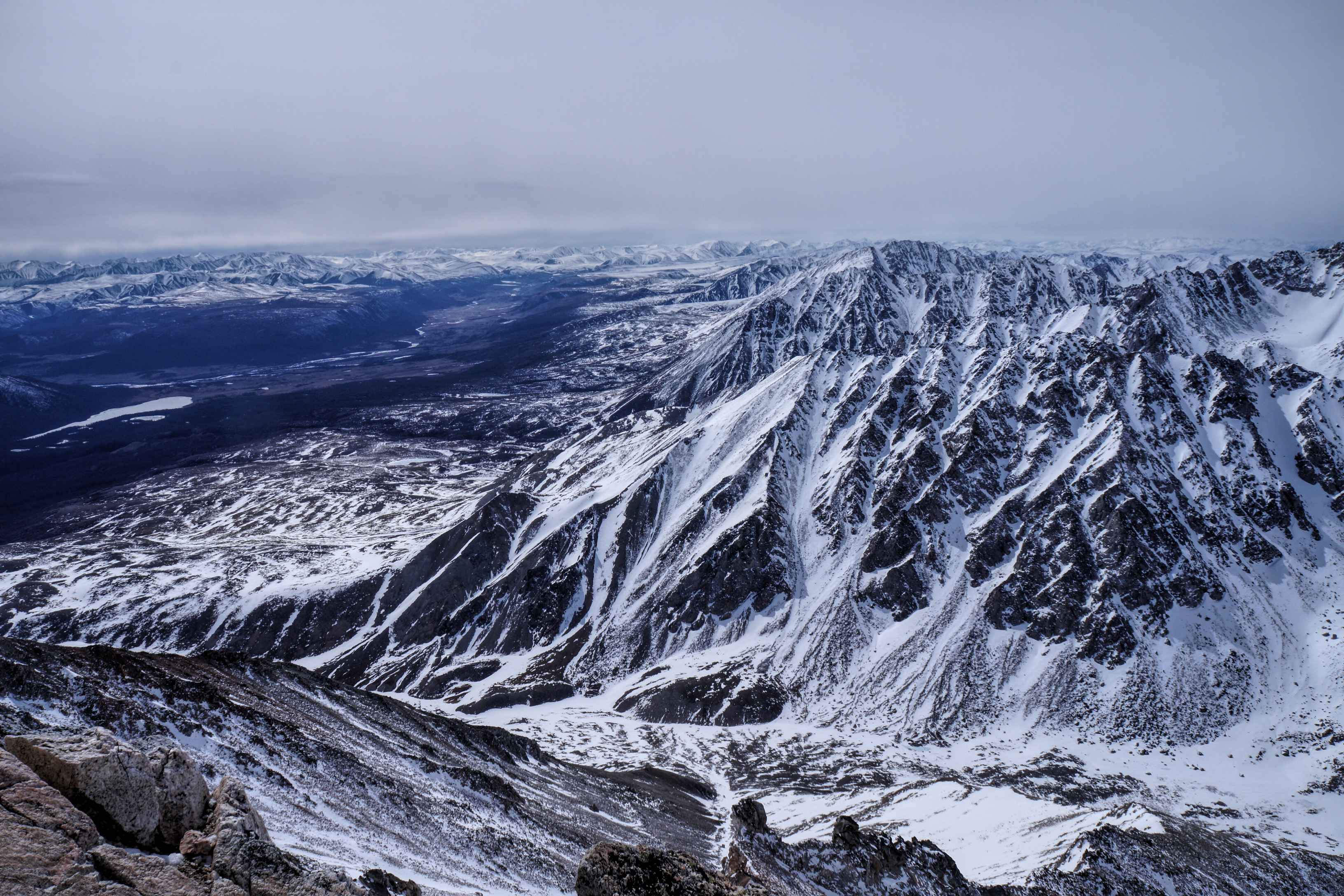
Látkép a Munku-Szardik tetejéről. Keleti-Szaján, Oroszország és Mongólia határa

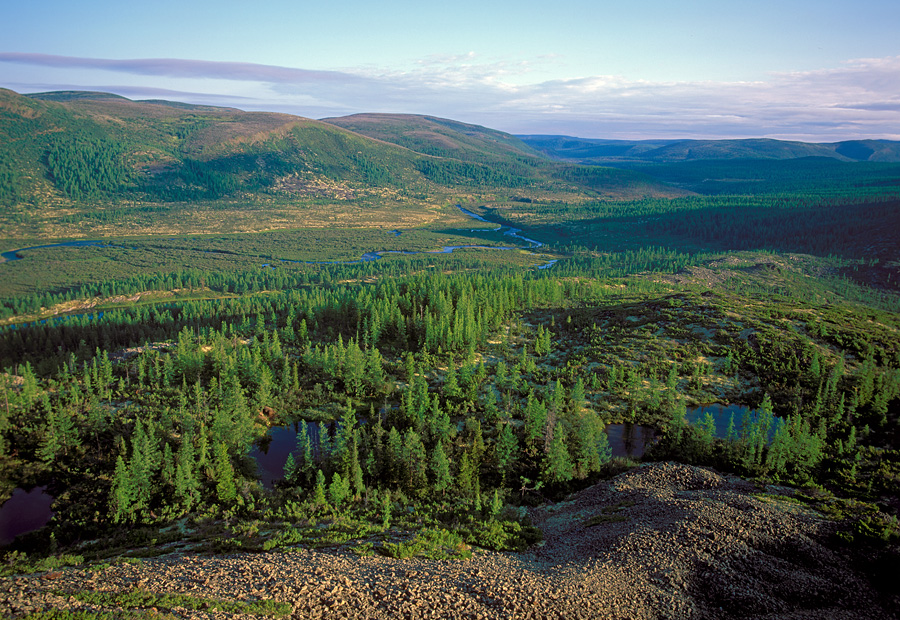
A Bajkál–Lénai Természetvédelmi Terület, a Léna forrásától kb. 10 km-re

- Kuznyecki-medence és peremhegységei
  - Kuznyecki-Alatau
  - Szalair hegyvonulat
  - Kuznyecki-medence
  - Sorija-hegység
- Szajánok
  - Nyugati-Szaján
  - Keleti-Szaján
  - Minuszinszki-medence
- Tuvai-medence (Tuva)
  - Kelet-tuvai-fennsík
  - Tannu-Ola

2. A Bajkálmellék–Bajkálontúl csoport (Névvariáns magyarul: Bajkál-hegytömeg(ru). Oroszul: Bajkalszkaja gornaja sztrana). Felosztását lásd az alábbi két cikkben:
- Bajkálmellék
- Bajkálontúl